# Luca Pastorino
Luca Pastorino, né le 30 septembre 1971 à Gênes, est un homme politique italien, membre de Possibile, député depuis 2013.

## Biographie
A l'occasion des  élections de 2018, Pastorino est de nouveau élu à la  Chambre des députés avec la coalition de gauche Libres et égaux, et seul membre de Possibile élu au  Parlement.